# Réparations de la Première Guerre mondiale

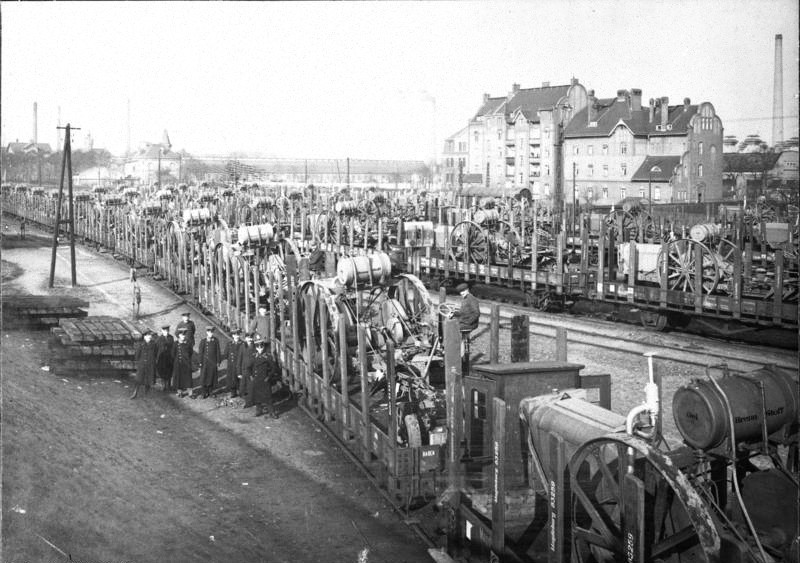
Livraison allemande de machines agricoles au titre des réparations (1920).

Les réparations à la suite de la Première Guerre mondiale sont les paiements et les transferts de biens et d’équipements que l'Allemagne et les Empires centraux (Autriche-Hongrie, Bulgarie, Empire ottoman) furent forcés d'effectuer en vertu du traité de Versailles (1919) à la suite de la victoire des Alliés à l'issue de la Première Guerre mondiale. L'article 231 du traité (la clause de « culpabilité de guerre ») déclare l’Allemagne et ses alliés des Empires centraux responsables de « toutes les pertes et le dommage » subis par les Alliés pendant la guerre et sert de base pour les réparations. Cette clause est largement révisée par la Conférence de paix de Paris, qui, en août 1920, constate le renversement politique de l'Europe centrale. Les Empires centraux, y compris l'Empire colonial allemand, se disloquent, et font immédiatement défaut de paiement, les frontières européennes sont redessinées, certains pays perdent de vastes étendues de territoires. Les Alliés, mais surtout l'opinion, paniqués, tentent de reporter leurs doléances sur l'Allemagne. Conséquemment, le calendrier des paiements est établi à Londres le 5 mai 1921, la somme totale, calculée par la commission interalliée des réparations est d'abord fixée à 132 milliards de marks-or.
Le montant réel des réparations que la seule Allemagne est obligée de payer ne correspond bien entendu pas à 132 milliards (soit 300 % du PNB allemand de 1913) mais à 52 milliards de marks-or (valeur 1914), laquelle somme est inscrite dans les annexes d'obligations de type A (10 milliards) et B (42 milliards), du dit traité. Avec le recul, l'historienne Sally Marks estime, à l'instar d'autres spécialistes, que les 80 milliards de marks en « obligations de type C » étaient entièrement chimériques, un dispositif pour tromper le public en lui faisant croire que l’Allemagne paierait beaucoup plus. Sur le plan structurel, l'Allemagne en 1920, est deux fois moins endettée que la France et la Grande-Bretagne.
Le paiement total réel de 1920 à 1931 (lorsque les paiements furent indéfiniment suspendus) atteignait 20 milliards de marks-or, valant environ cinq milliards de dollars ou un milliard de livres sterling. De ce montant réglé conformément au plan Dawes (1924), 12,5 milliards de trésorerie venaient principalement de prêts consentis par des banquiers américains. Le reste, en nature, est constitué de marchandises, comme le charbon et les produits chimiques, ou de biens manufacturés tels que des équipements de chemin de fer. Le montant total des réparations fut fixé à Londres en janvier 1921 sur la base de la capacité de l'Allemagne à payer, et pas sur la base des revendications alliées.
L’Autriche, la Hongrie, la Bulgarie et l'Empire ottoman devaient également payer des réparations mais ces États étaient si endettés qu'ils ne payèrent que relativement peu. L'Allemagne était le seul pays assez riche pour payer quoi que ce fût, elle devait des réparations principalement à la Belgique, à la France, à l'Italie et au Royaume-Uni. Les États-Unis reçurent de leur côté 100 millions de dollars.
Un des nombreux problèmes qu'impliquait le paiement de ces réparations était l'argent prêté entre Alliés victorieux, par exemple : le principal bailleur de fonds de la France étant les États-Unis, la France n'acceptait de les rembourser qu'à la condition expresse que l'Allemagne paye à la France ce qu'elle lui devait.
Après deux plans d'aménagement (1924 et 1929), les paiements furent suspendus pour un an en juin 1931, conséquence de la crise de 1929, comme proposé par le président américain Herbert Hoover dans le « moratoire Hoover », et se terminèrent à la conférence de Lausanne de juillet 1932 qui réduisit les réparations encore à payer par l'Allemagne à seulement 5 milliards de marks-or. Environ un huitième des réparations décidées initialement avait alors été payé. Les paiements (réparations et remboursements de prêts) furent suspendus par Hitler pour une durée indéfinie après son arrivée au pouvoir en 1933.
Après la Seconde Guerre mondiale, la conférence de Londres de 1953 exigea de l’Allemagne de reprendre le remboursement de l'argent emprunté pour payer les réparations, mais aussi les emprunts qui servirent au service de sa dette souveraine, laquelle était colossale avant 1929. La dernière tranche de ce remboursement est payée en 2010.

## Contexte

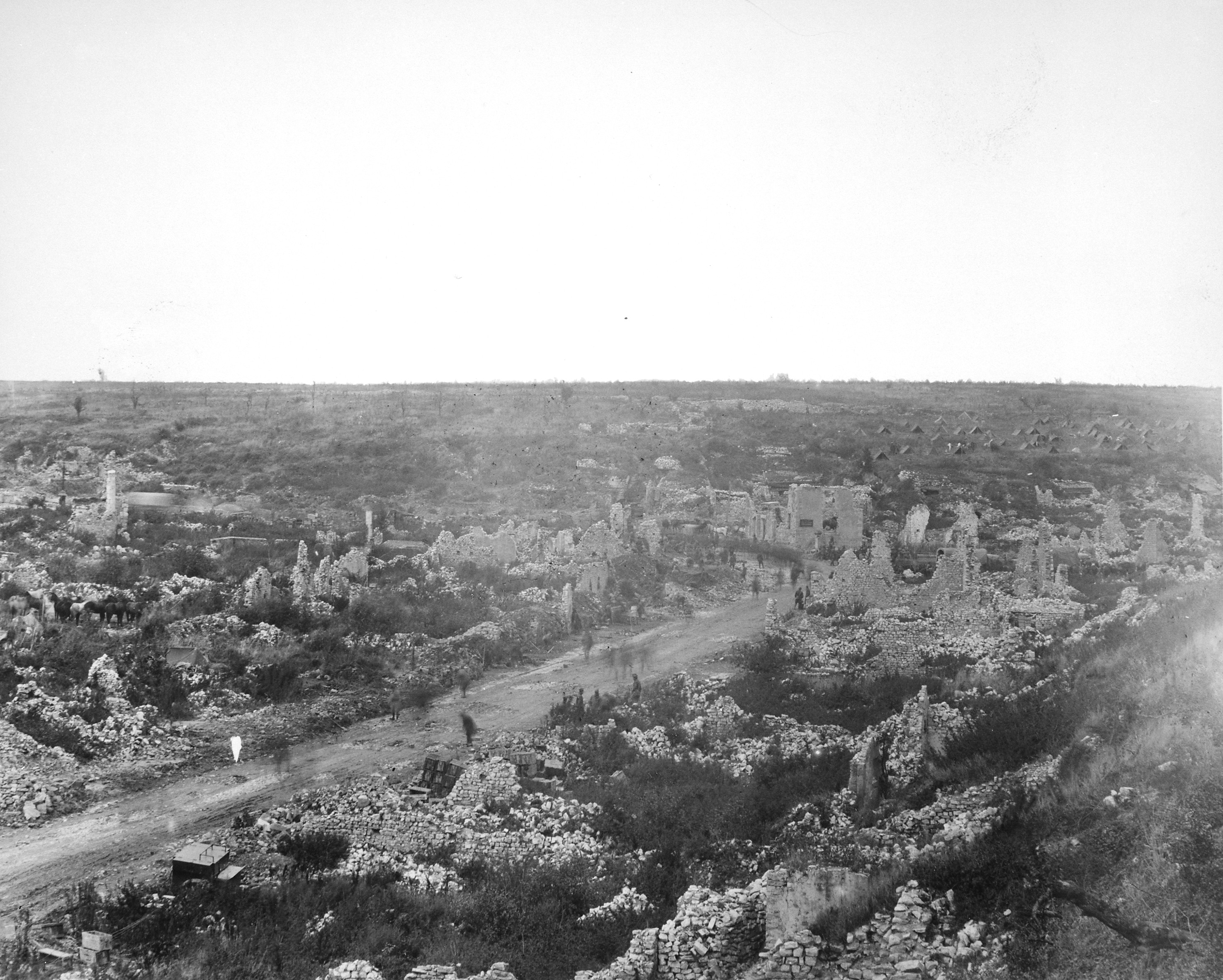
Avocourt en 1918, l'un des nombreux villages français détruits où la reconstruction serait financée par les réparations.

En 1914, la Première Guerre mondiale éclate. Les quatre années suivantes, les combats font rage à travers l'Europe, le Moyen-Orient, l’Afrique et l’Asie. Le 8 janvier 1918, le président des États-Unis Woodrow Wilson publie une déclaration, les quatorze points. Pour partie, ce discours appelait l'Allemagne à se retirer des territoires qu'elle avait occupé et à la formation d'une Société des Nations,. Au cours de l'automne 1918, les empires centraux commencèrent à s'effondrer.
En particulier, l'armée allemande est vaincue de manière décisive sur le front occidental, tandis que sur le front intérieur la marine se mutine créant des soulèvements en Allemagne, premiers signes de la révolution allemande,,. Le gouvernement allemand tente d'obtenir un accord de paix basé sur les quatorze points de Wilson, et maintient que l’Allemagne s’est bien rendue sur cette base. Après des négociations, les puissances alliées et l'Allemagne signent un armistice, qui entre en vigueur le 11 novembre alors que les forces allemandes sont encore stationnées en France et en Belgique,,. À la fin de 1918, les troupes alliées entrent en Allemagne et entament l’occupation de la Rhénanie. Aucune infrastructure allemande n'a réellement souffert de dommage de guerre du simple fait qu'aucun combat n'a eu lieu sur son sol.
En Europe, le Nord de la France reste le théâtre des opérations de la plupart des grandes batailles historiques de cette guerre. En outre, en 1918, pendant la retraite allemande, les troupes allemandes dévastèrent la région la plus industrialisée de la France dans le Nord-Est : des pillages de grande ampleur eurent lieu alors que les forces allemandes récupéraient tout matériel qu'elles pourraient utiliser et détruisaient le reste. Des centaines de mines furent détruites ainsi que les chemins de fer, des ponts et des villages entiers. Le premier ministre français Georges Clemenceau était déterminé, pour ces raisons, que toute paix juste nécessiterait que l’Allemagne paierait des réparations pour les dommages qu'elle avait causés. En outre, Clemenceau voyait les réparations comme un moyen d'affaiblir l'Allemagne afin de s'assurer qu'elle ne puisse plus menacer la France à l’avenir,. Les réparations devraient aussi financer les coûts de reconstruction dans d'autres pays, comme la Belgique, également directement touchés par la guerre. Le premier ministre britannique David Lloyd George s’opposa à de sévères réparations, en arguant qu’une somme moindre, moins handicapante pour l'économie allemande, afin que l'Allemagne puisse rester une puissance économique viable et un partenaire commercial des Britanniques. En outre, il faisait valoir que les réparations devraient inclure les pensions de guerre des anciens combattants infirmes et les indemnités à verser aux veuves de guerre, ce qui, par voie de conséquence, allouait une plus grande part des réparations à l'Empire britannique,,. Wilson s'opposa à ces positions, et fut catégorique sur le fait qu’il n'y aurait aucune indemnité imposée à l'Allemagne.
La conférence de paix de Paris s’ouvrit le 18 janvier 1919, visant à établir une paix durable entre les puissances alliées et les empires centraux. Exiger une indemnité de la partie vaincue était une caractéristique commune des traités de paix. Cependant, les conditions financières des traités signés, lors de la conférence de la paix, furent appelées réparations pour les distinguer des dommages punitifs, généralement connus sous le nom indemnités, car elles étaient destinées à la reconstruction et à l'indemnisation des familles qui avaient été endeuillées par la guerre. L'article ouvrant la section des réparations du traité de Versailles, l'article 231, servit de base juridique pour les articles suivants, qui obligeait l'Allemagne à verser une indemnité, et limitait la responsabilité allemande aux dommages civils. La même clause, mutatis mutandis, fut incorporée aux autres traités signés lors de la conférence de paix.

## Réactions allemandes

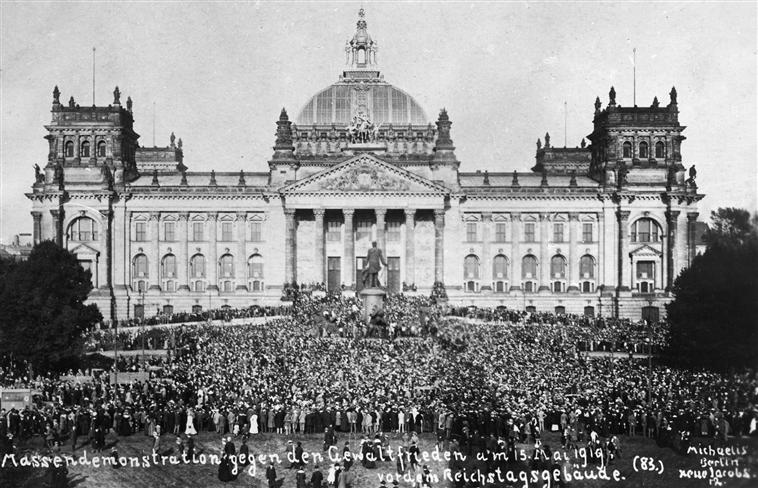
Manifestations allemande devant le Reichstag contre le traité de Versailles en mai 1919

En février 1919, le ministre des Affaires étrangères le comte Ulrich von Brockdorff-Rantzau informa l'Assemblée nationale de Weimar que l'Allemagne aurait à payer des réparations pour les dégâts causés par la guerre, mais ne paierait pas pour les frais de guerre. À la suite de la rédaction du traité de Versailles, les délégations allemandes et alliées se rencontrèrent le 7 mai et le traité fut remis en français et en anglais. Lors de cette réunion Brockdorff-Rantzau déclara que « Nous savons l'intensité de la haine qui nous réunit, et nous avons entendu la demande passionnée des vainqueurs que les vaincus devront payer, et que les coupables seront punis ». Cependant, il nia que l'Allemagne était la seule responsable de la guerre.
L’article 231 du traité de Versailles ne fut pas correctement traduit. Au lieu de dire « […] l’Allemagne accepte la responsabilité de l'Allemagne et de ses alliés dans toutes les pertes et les dommages… », la version du gouvernement allemand fut « L'Allemagne admet, que l'Allemagne et ses alliés, comme auteurs de la guerre, sont responsables des pertes et des dommages… ». Il en résulta un sentiment dominant d'humiliation parmi les Allemands car l'article fut ressenti comme une injustice, et que l’Allemagne avait signé en « abandonnant son honneur ». En dépit de l’indignation du public, les officiels allemands savaient « que la position de l'Allemagne sur cette question n'était pas aussi favorable que le gouvernement impérial avait amené le public allemand à le croire pendant la guerre ».
Les politiciens cherchant la sympathie internationale, cependant, continueront d’utiliser l'article à des fins de propagande, pour convaincre ceux qui n'avaient pas lu les traités que l'article impliquait la pleine responsabilité de la guerre. Les historiens révisionnistes allemands qui par la suite tentèrent d'ignorer la validité de la clause trouvèrent un public prêt à l’écouter parmi les écrivains « révisionnistes » en France, au Royaume-Uni, et aux États-Unis. Leur objectif était de prouver que l'Allemagne n'était pas coupable d’avoir provoqué la guerre, et donc n’était pas tenu de payer les réparations.

## Évolution des réparations

### Demandes initiales
Le traité de Versailles statuait qu'une « Commission interalliée des réparations » serait créée en 1921, qu'elle se réunirait pour étudier les ressources allemandes et sa capacité de payer, et pour donner au gouvernement allemand une occasion de se faire entendre. Elle devrait se prononcer sur le montant final des réparations que l’Allemagne serait tenue de payer. Dans l’intervalle, l'Allemagne devrait payer l'équivalent de 20 milliards de marks-or (5 milliards de dollars) en or, matières premières, navires, titres ou autres biens. L'argent serait également utilisé pour payer les frais d’occupations alliées et pour acheter de la nourriture et des matières premières pour l’Allemagne,. L’article 121 du traité de Neuilly reconnut que « les ressources de la Bulgarie n’étaient pas suffisantes pour lui permettre de verser des réparations complètes ». Par conséquent, le traité exigeait de la Bulgarie de payer une somme totale équivalente à 2,25 milliards de francs-or en réparations. Les traités de Saint-Germain-en-Laye, de Trianon et de Sèvres reconnurent que l'Autriche, la Hongrie et la Turquie ne disposaient pas des ressources pour payer des réparations, et retardèrent l’établissement d’une somme définitive jusqu'à ce que la Commission des Réparations fut mise sur pied,,. Par ailleurs, la Bulgarie était tenue de remettre des milliers de têtes de bétail, à la Grèce, à la Roumanie et à l’état serbo-croate-slovène « en restitution des animaux emportés par la Bulgarie pendant la guerre ». Ceci ne serait pas crédité au bilan des réparations. De même, la Bulgarie devait remettre « 50 000 tonnes de charbon par an », pour laquelle elle ne serait pas créditée, au royaume des Serbes, Croates et Slovènes en dédommagement des mines détruites. L’Allemagne, l'Autriche et la Hongrie avaient toutes des engagements de remise de bois, de minerai, et de bétail aux puissances alliées. Elles en furent cependant créditées,,.
En janvier 1921, de plus en plus impatientes, les puissances alliées établirent le montant des réparations à 226 milliards de marks-or. Les Allemands répliquèrent par une contre-offre de 30 milliards. Le 24 avril 1921, le gouvernement allemand écrivit au gouvernement américain exprimant « sa volonté de reconnaître à des fins de réparation son engagement pour un total de 50 milliards de marks-or », mais il était également préparé « à verser l'équivalent de cette somme en annuités adaptées à sa capacité économique représentant 200 milliards de marks-or ». De plus, le gouvernement allemand indiqua que « pour accélérer le remboursement du solde » et « pour lutter contre la misère et la haine créée par la guerre », l'Allemagne était disposée à fournir les ressources nécessaires et à « entreprendre la réfection des cantons, des villages et des hameaux ».

### Calendrier des paiements de Londres
Le planning des réparations de Londres, du 5 mai 1921, établit « l'entière responsabilité de tous les empires centraux combinés, et pas seulement de l’Allemagne » à 132 milliards de marks-or. Cette somme était un compromis, promu par la Belgique (à l’encontre de chiffres plus élevés demandés par les Français et les Italiens et une somme plus basse soutenu par le Royaume-Uni), qui « représentaient une évaluation du montant le plus bas que l'opinion publique pourrait tolérer… ».
Ce chiffre fut divisé en trois séries d'obligations. Les obligations « A » et « B », ensemble, avaient une valeur nominale de 50 milliards de marks-or (12,5 milliards de dollars), soit moins que ce que l'Allemagne avait déjà offert de payer. Les obligations « C », représentait le reste de l’ensemble des réparations, et « furent délibérément conçues pour être chimérique ». Elles étaient « une monnaie d'échange politique » qui servit les politiques intérieures de la France et du Royaume-Uni. Le schéma était complètement irréel, avec pour fonction initiale de tromper l'opinion publique « en lui faisant croire que le chiffre de 132 milliards de marks avait été maintenu ». En outre, les « experts alliés savaient que l'Allemagne ne pouvait pas payer 132 milliards de marks et que les autres Empires centraux ne pourraient que très peu payer. Ainsi, les obligations A et B, qui était réelles, représentaient l'évaluation alliée de la capacité réelle des Allemands à payer ». En tenant compte de ce qui avait déjà été payé, entre 1919 et 1921, l’obligation immédiate de l'Allemagne était donc de 41 milliards de marks-or.
Pour payer cette somme, l'Allemagne pouvait payer en nature ou en espèces. Les produits, pour les payements en nature, incluaient notamment le charbon, le bois, les colorants chimiques, les produits pharmaceutiques, le bétail, les machines agricoles, les matériaux de construction, et les machines industrielles. Une Mission interalliée de contrôle des usines et des mines (MICUM) fut créée pour contrôler les productions affectées au paiement des réparations. La valeur en l'or de ces produits serait déduite de ce que l'Allemagne devrait payer. En outre, l’aide pour restaurer la bibliothèque de l'université de Louvain (détruite par les Allemands le 25 août 1914) fut également débité de la somme due, comme quelques-uns des changements territoriaux imposés à l'Allemagne par le traité,. Le programme de paiement requérait 250 millions de dollars dans les 25 jours et puis 500 millions chaque année, soit plus de 26 % de la valeur des exportations allemandes. Le gouvernement allemand dut émettre des obligations à 5 % d'intérêt et mit en place un fonds d'amortissement de 1 % pour aider au paiement des réparations.

### Fin des réparations pour l'Autriche, la Bulgarie, la Hongrie et la Turquie
Entre la signature du Traité de Neuilly et avril 1922, la Bulgarie paya 173 millions de francs-or de réparations. En 1923, le total des réparations bulgares fut révisé à la baisse à 550 millions de francs-or, « plus un paiement forfaitaire de 25 millions de francs pour les frais d'occupation ». Suivant ce programme, la Bulgarie paya 41 millions de francs-or entre 1925 et 1929. En 1932, le reliquat des réparations bulgares encore dues fut abandonné à la suite de la conférence de Lausanne.
L’Autriche était « si appauvrie » après la guerre, ajouté à l'effondrement de la Banque de Vienne, qu’elle ne paya aucune réparation « en dehors des crédits pour les biens transférés »,. En raison de l'effondrement de l'économie hongroise, aucune réparation ne fut versée en dehors des livraisons de charbon,. Les réparations turques avaient été « fortement limitée en raison de l'ampleur des pertes territoriales turques ». Cependant, le traité de Sèvres ne fut jamais ratifié. Lorsque le traité de Lausanne fut signé, en 1923, les réparations turques furent « totalement effacées ».

### Défauts de paiement allemands

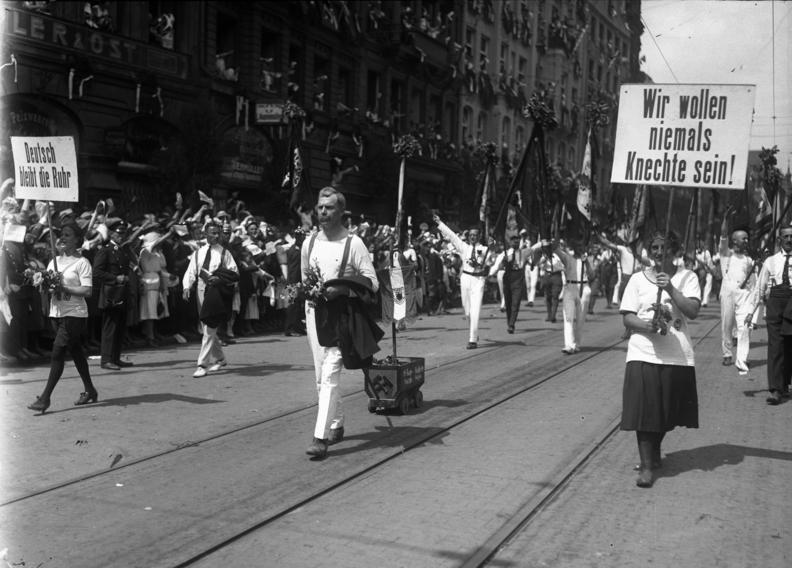
Protestations de gymnastes de la Ruhr, au festival de gymnastique de Munich de 1923. Le panneau sur la gauche indique « La Ruhr reste allemande » ; celui à droite indique « Nous ne voulons pas être des vassaux ».

Dès le début des versements des réparations, les livraisons de charbon allemandes furent en dessous du niveau convenu. Dans une tentative de remédier à cette situation, la conférence de Spa eut lieu en juillet 1920. Lors de cette conférence, il fut décidé que l'Allemagne serait payée cinq marks par tonne de charbon livré, pour faciliter les expéditions de charbon et aider à nourrir les mineurs. Malgré cela, l'Allemagne continua à faire défaut sur ses obligations. À la fin de 1922, la valeur des défauts des paiements allemands avaient augmenté de façon si importante et si régulièrement que la crise engloutit la Commission des Réparations Les délégués français et belges exhortèrent à la saisie de la Ruhr comme un moyen d'inciter les Allemands à faire plus d'efforts pour payer, tandis que les Britanniques soutinrent le report des paiements pour faciliter la reconstruction financière de l'Allemagne. Le 26 décembre 1922, l'Allemagne fit défaut sur ses livraisons de bois. Le quota de bois était basée sur une proposition de l'Allemagne et le défaut fut massif. Les Alliés furent unanimes sur le fait que le défaut était dû à de la mauvaise foi. En janvier 1923, le gouvernement allemand fait défaut sur les livraisons de charbon pour la 34e fois en trois ans, malgré la réduction des quotas à la suite de la perte des mines de charbon de Haute-Silésie (qui représentait 11 % des ressources allemandes de charbon), qui avaient été transférés à la Pologne,.
Le 9 janvier 1923, la Commission des Réparations déclara les Allemands en défaut de leurs livraisons de charbon et vota pour occuper la Ruhr pour faire respecter les engagements de réparation de l'Allemagne. Les Britanniques furent les seules voix dissidentes aux deux mesures. Le 11 janvier, des soldats français et belges - soutenus par des ingénieurs, y compris un contingent italien – pénétrèrent dans la région, débutant l'occupation de la Ruhr,.
Le premier ministre français Raymond Poincaré était extrêmement réticent à ordonner l'occupation, et n'avait pris cette mesure qu’après que les Britanniques eurent rejeté ses propositions de sanctions plus modérées contre l'Allemagne. En décembre 1922, Poincaré fut en butte à l'hostilité anglo-américano-allemande et vit le charbon pour la production d'acier français s’envoler. Exaspérée par l'incapacité britannique à agir, il écrivit à l'ambassadeur français à Londres :

« Juger les autres par eux-mêmes, les Anglais, qui sont aveuglés par leur loyauté, ont toujours pensé que les Allemands n'avaient pas respecté leurs engagements inscrits dans le traité de Versailles parce qu'ils ne l'avaient pas franchement agréé. Nous […], au contraire, nous croyons que si l'Allemagne, loin de faire le moindre effort pour exécuter le traité de paix, a toujours cherché à échapper à ses obligations, c'est parce que jusqu'à maintenant, elle n'a pas été convaincue de sa défaite… Nous sommes également certains que l'Allemagne, en tant que nation, se conforme à ses engagements que sous l'effet de la nécessité. »

L'occupation s'avéra rentable, les puissances occupantes recevant 900 millions de marks-or. Cependant, la vraie question derrière l'occupation n'était pas les défauts allemands sur les livraisons de charbon et de bois, mais de forcer l'Allemagne « à reconnaître sa défaite dans la Première Guerre mondiale et à accepter le traité de Versailles ». Poincaré reconnaissait que si l'Allemagne pourrait s'en tirer en défiant le traité de Versailles en ce qui concernait les réparations, un précédent serait créé, et, inévitablement, les Allemands feraient tout pour démanteler le reste du traité de Versailles.

### Plan Dawes

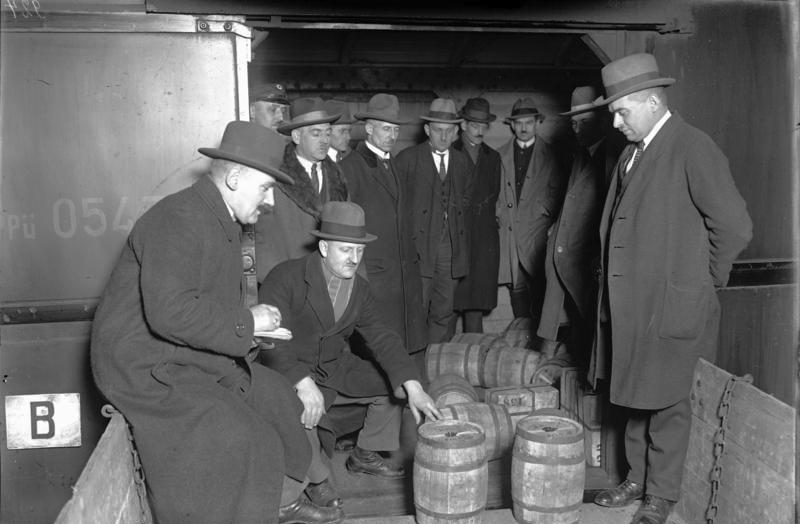
La première livraison américaine d'or arrive conformément au plan Dawes.

Bien que les Français aient atteint leur objectif au cours de l’occupation de la Ruhr, les Allemands avaient détruit leur économie en finançant la résistance passive et en provoquant l'hyperinflation. Sous la pression anglo-américaine, avec la baisse simultanée de la valeur du franc, les Français furent de plus en plus isolés et leur position diplomatique s’affaiblit. En octobre, un comité (composé d’experts américains, belges, britanniques, français, allemands et italiens), présidé par le directeur du Bureau du budget américain Charles G. Dawes fut formé pour envisager « d'un point de vue purement technique » comment équilibrer le budget allemand, stabiliser l'économie et établir un niveau de réparations atteignables.
En avril 1924, le plan Dawes fut accepté et remplaça le programme de paiement de Londres. Alors que les obligations « C » furent omises dans le cadre du plan, elles ne furent pas officiellement annulées. Dans le cadre du plan, les troupes françaises devaient se retirer de la Ruhr, une banque indépendante du gouvernement allemand devait être mise en place, avec une direction à au moins 50 % non allemande, et la monnaie allemande devait être stabilisée. Le paiement des réparations fut également réorganisé. La première année, à la suite de la mise en œuvre du plan, l'Allemagne aurait à payer un milliard de marks. Ce chiffre passerait à 2,5 milliards de marks par an, à partir de la cinquième année du plan. Une agence de réparations fut créée, avec les représentants alliés pour organiser le paiement des réparations. En outre, un prêt de 800 millions de marks devait être accordé (50 % en provenance des États-Unis, 25 % du Royaume-Uni, et le reste d'autres pays européens) pour sauvegarder la monnaie allemande et aider l’Allemagne dans le paiement des réparations,.

### Plan Young

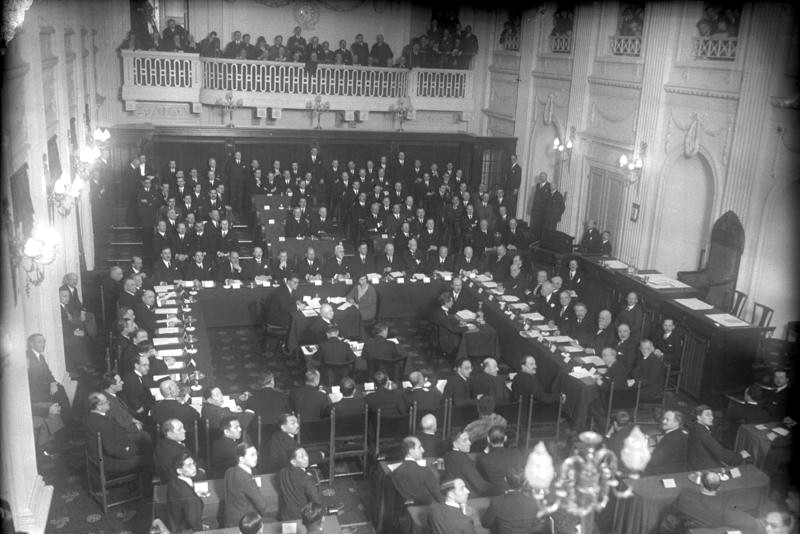
Ouverture de la deuxième Conférence de La Haye : l'une des deux conférences visant à mettre en œuvre le plan Young.

Dans le cadre du plan Dawes, l'Allemagne remplit ses obligations à partir de 1924. Cependant, elle considérait le plan comme une mesure temporaire et s'attendait à un plan révisé à une date ultérieure. À la fin de 1927, l'agent général pour des réparations « appela à un plan plus permanent » pour les paiements, et en 1928, les Allemands emboîtèrent le pas. Le ministre allemand des Affaires étrangères Gustav Stresemann appela à un plan définitif de réparation en même temps qu'un retrait anticipé des troupes alliées de la Rhénanie. Les Français, conscients de leur position politique et financière affaiblie, acquiescèrent. Le 16 septembre 1928, une déclaration conjointe entre l’Entente et l’Allemagne fut publiée reconnaissant la nécessité d'un nouveau plan de réparation.
En février 1929, un nouveau comité fut formé pour réexaminer les réparations. Présidé par le banquier américain Owen D. Young, le comité présenta ses conclusions au cours du mois de janvier 1930. Le « plan Young » fut accepté et ratifié par le gouvernement allemand le 12 mars 1930. Le plan établissait un montant de réparation final à 112 milliards de marks-or (26,35 milliards de dollars), avec un nouveau calendrier de paiement qui verrait les réparations terminées, en 1988 (c’était la première fois qu'une date limite avait été fixée). En outre, le contrôle étranger des finances allemandes devait se terminer par le retrait de l'Agence des réparations, qui serait remplacée par la Banque des règlements internationaux. La banque avait été créée pour fournir de la coopération entre les banques allemandes et, recevoir et verser les paiements des réparations. Un autre prêt de 300 millions de dollars devait être levé, et donné à l'Allemagne,,,.
Conséquence de ce plan, les paiements allemands étaient égaux à la moitié de ce qui avait été requis par le plan Dawes. La mise en œuvre du plan Young nécessitait le retrait franco-anglais de la Rhénanie sous quelques mois. Malgré les progrès, il y avait une hostilité allemande envers le plan qui allait croissant. En décembre 1929, 5,8 millions d’électeurs inscrivirent leur opposition au plan au cours d'un référendum, qui permit à Adolf Hitler de gagner une « attention nationale importante et de précieux financement de droite ».

### Conférence de Lausanne

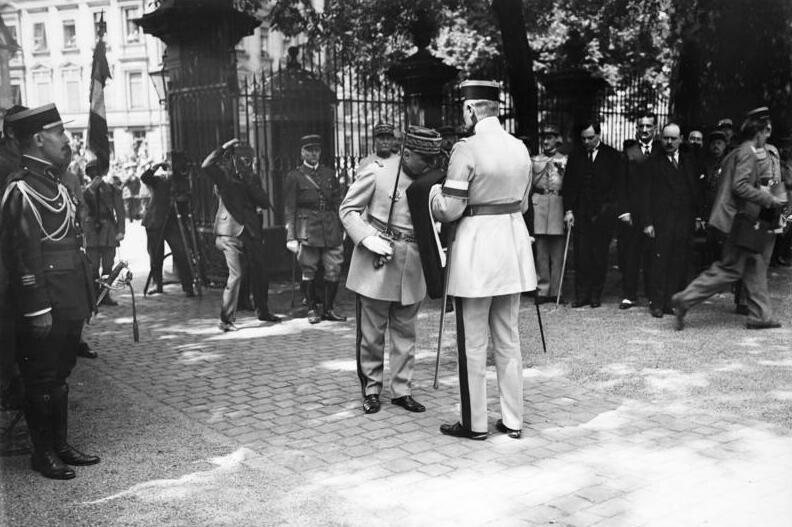
Le général Adolphe Guillaumat avec le drapeau français devant la porte du Deutschhaus, le 30 juin 1930.

En mars 1930, le gouvernement allemand s'effondra et fut remplacé par une nouvelle coalition dirigée par le chancelier Heinrich Brüning. En juin, les troupes alliées se retirèrent de la région de Mayence, la dernière zone d'occupation en Rhénanie, et le gouvernement de Brüning demanda de nouvelles modifications concernant les réparations, seulement pour être vilipendé par l'ambassadeur britannique en France William Tyrrell. Durant l'année 1931, une crise financière commença en Allemagne. En mai, Creditanstalt, la plus grande banque en Autriche, s’effondra provoquant une crise bancaire en Allemagne et en Autriche. En réponse, Brüning annonça que l'Allemagne suspendait le paiement des réparations. Cela se traduisit par un retrait massif de fonds nationaux et étrangers des banques allemandes. À la mi-juillet, toutes les banques allemandes avaient fermé. La politique française, jusqu’à ce point, avait été d’apporter à l'Allemagne un soutien financier pour aider le gouvernement Brüning à stabiliser le pays. Brüning, maintenant sous l’intense pression politique de l'extrême droite et du président Paul von Hindenburg, fut incapable de faire des concessions ou de mener une politique inverse. En conséquence, Brüning ne pouvait pas emprunter de l'argent en Allemagne ou à l’étranger. D'autres tentatives pour s’attirer le soutien britannique pour mettre fin aux réparations n'aboutirent pas, car comme les Britanniques le soulignèrent, il s'agissait d'un sujet commun avec la France et les États-Unis. Au début de juillet, Brüning annonça « son intention de demander la révision pure et simple du plan Young ». À la lumière de la crise et dans le contexte où l'Allemagne étant incapable de rembourser ses dettes, le président des États-Unis Herbert Hoover intervint. En juin, Hoover proposa publiquement un moratoire d'un an sur les dettes de réparation et de guerre. En juillet, le « moratoire Hoover » fut accepté.
Le moratoire fut accueilli par un large soutien de l'Allemagne et du Royaume-Uni. Les Français, d'abord hésitant, acceptèrent finalement de soutenir la proposition américaine. Cependant, le 13 juillet, la banque allemande Darmstädter fit faillite menant à de nouvelles faillites et une hausse du chômage aggravant encore la crise financière en Allemagne. Avec la Grande Dépression exerçant alors son influence, la Banque des règlements internationaux indiqua que le plan Young était irréaliste à la lumière de la crise économique et exhorta les gouvernements du monde entier à parvenir à un nouvel accord sur les diverses dettes qu'ils possédaient. En janvier 1932, Brüning déclara qu'il demanderait maintenant l'annulation complète des réparations. Sa position était appuyée par les Britanniques et les Italiens, et contrée par les Français.
En raison des différences politiques entre chaque pays sur le sujet, ainsi que les élections imminentes en France et en Allemagne, une conférence ne pouvait pas se tenir avant juin. Ce retard provoqua la chute du gouvernement Brüning. Le 16 juin, la conférence de Lausanne s’ouvrit. Cependant, les discussions furent compliquées par la conférence mondiale pour le désarmement alors en cours. Au cours de cette conférence, les Américains informèrent les Britanniques et les Français qu'ils ne seraient pas autorisés à faire défaut sur leurs dettes de guerre. À leur tour, les Britanniques et les Français recommandèrent que les dettes de guerre soient liées au paiement des réparations allemandes, ce à quoi les Allemands s’opposèrent également. Le 9 juillet, un accord fut conclu et signé. La conférence de Lausanne annula le plan Young et imposait à l'Allemagne de payer un ultime versement considérablement réduit de 5 milliards de marks,,.

### Montant payé par l'Allemagne
Le chiffre exact payé par l'Allemagne est un sujet de discussion. La Commission des Réparations et de la Banque des règlements internationaux estiment, qu’au total, 20,598 milliards de marks-or de réparations furent payés par l'Allemagne. Dont 7,595 milliards furent payés avant le calendrier des paiements de Londres. L'historien Niall Ferguson donne un chiffre légèrement inférieur. Il estime que l'Allemagne a payé plus de 19 milliards de marks-or. Ferguson estime de plus que cette somme s'élève à seulement 2,4 % du PIB total entre 1919 et 1932. L’historien Stephen Schuker place le chiffre à une moyenne de 2 % du PIB allemand entre 1919 et 1931, en considérant les versements en nature, le transfert total égal à 5,3 % du PIB allemand pour la période,. Gerhard Weinberg fait valoir que les réparations ont été payées, les villes alliées ont été reconstruites, les vergers replantés, les mines rouvertes et les pensions versées. Toutefois, par le jeu des prêts, la charge de la réparation fut déplacée sur les économies mises à mal des vainqueurs de la guerre.

### Situation actuelle
Pour payer les réparations, l'Allemagne avait contracté divers prêts au cours des années 1920. En 1933, le nouveau chancelier allemand, Adolf Hitler, annula tous les paiements. En juin 1953, un accord sur la dette extérieure allemande fut conclu avec l'Allemagne de l'Ouest pour ce qui concernait la dette existante. L’Allemagne de l'Ouest acceptait de rembourser les prêts qui avaient été en défaut, mais reportait une partie de la dette jusqu'à ce que les deux Allemagne soient réunifiées. En 1995, après la réunification, l'Allemagne commença à effectuer les derniers remboursements des prêts qui avaient été en défaut dans les années 1920. Le 3 octobre 2010, un versement final de 94 millions de dollars fut effectué clôturant le règlement des dettes de prêts allemands concernant les réparations.

### Résumé
| Événement                                              | Marks-or allemands (milliards)                           | Dollars américains (milliards) | Dollars américains de 2014 (milliards) |
| ------------------------------------------------------ | -------------------------------------------------------- | ------------------------------ | -------------------------------------- |
| Offre allemande initiale du 24 avril 1921              | 50 (valeur nominale) ou 200 en annuités (valeur réelle), | 12.5 - 50                      | 179 - 717                              |
| Calendrier des paiements de Londres, 5 mai 1921        | 132                                                      | 33                             | 473                                    |
| Obligations A et B, du précédent programme de paiement | 50                                                       | 12,5                           | 179                                    |
| Plan Young de 1929                                     | 112                                                      | 26,35                          | 392                                    |
| Total des paiements allemands cumulés avant 1932       | 19-20,5 ,                                                | 4,75 - 5,12                    | 89 - 96                                |

Rappel : En 1914, 1 mark-or = 1,25 franc-or ; 1 dollar = 5,25 franc-or = 4,20 marks-or

## Analyse

### Réparations

#### Contemporaines

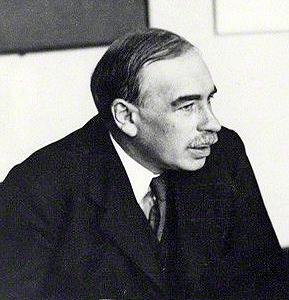
John Maynard Keynes en 1933.

John Maynard Keynes, « mis à la mode pour ses critiques sur les aspects économiques du traité », émit « probablement l'acte d'accusation le plus grave et le plus radical envers ses dispositions économiques ». Keynes fut temporairement rattaché au Trésor britannique pendant la guerre et fut son représentant officiel à la conférence de paix de Paris. Il démissionna de ce dernier poste « quand il devint évident que l'espoir ne pouvait plus être entretenu quant à des modifications substantielles des termes de la paix » en raison de la « politique de la Conférence à l'égard des problèmes économiques de l'Europe ». Il écrivit, en 1919, un ouvrage basé sur ses objections Les Conséquences économiques de la paix. Il ajouta qu'il croyait « que la campagne pour faire payer l'Allemagne, l’ensemble des frais de la guerre fut l'un des plus graves manquements à la sagesse politique dont nos hommes d'État se soient rendus responsables » et qualifia le traité de « paix carthaginoise » qui affecterait économiquement toute l'Europe. Keynes déclara que les sommes des réparations du traité « dépass[ai]ent généralement la capacité de l'Allemagne » à payer et affirma que 10 milliards de dollars était le « chiffre maximal », mais même alors, il ne « cro[yait] pas que [l'Allemagne puisse] payer autant ». La commission des réparations, croyait-il, était un outil qui pourrait « être utilisé pour détruire l’organisation commerciale et économique de l'Allemagne tout autant que pour exiger le paiement ». Keynes identifia les réparations comme « une intervention majeure dans le domaine économique » des Alliés, mais nota que le traité ne contenait « aucune disposition pour le redressement économique de l'Europe, - rien pour que les empires centraux vaincus deviennent de bons voisins, rien pour stabiliser les nouveaux États de l'Europe, rien pour récupérer la Russie ; et qu’elles ne favoris[ai]ent d’aucune façon une solidarité économique entre les Alliés eux-mêmes ». Le charbon fournit un exemple de ces effets déstabilisant en Allemagne et à l’extérieur. Keynes affirma que les « livraisons au titre des réparations de charbon [allaient] détruire l'industrie allemande » bien qu'il concédât que sans elles les industries française et italienne - endommagées directement par la guerre ou indirectement en raison de dommages causés aux mines de charbon - seraient affectées. Il remarqua que ce n'était « pas le seul problème ». Le traité aurait un effet boule de neige sur les états neutres d’Europe centrale et septentrionale, comme la Suisse et la Suède qui compens[ai]ent leurs propres déficiences de charbon en commerçant avec l'Allemagne, comme le fai[sai]t l'Autriche qui était désormais reléguée à l’état de « ruine industrielle » comme « la quasi-totalité les bassins de charbonnier de l'ancien empire qui [était] maintenant en dehors de l'Autriche allemande ». Il aurait mieux valu, selon l'opinion de Keynes, fixer le chiffre de réparation « largement dans la capacité de l'Allemagne à payer » pour ainsi « rendre possible le retour de l’espoir et de l'entreprise au sein de son territoire » et à « éviter les frictions perpétuelles et les pressions indues découlant des clauses du traité ».
L’historien Claude Campbell nota en 1942 que « l’apparente majorité ne considérerait pas le traité comme parfait sur tous les points, mais, comme Bernard M. Baruch le maintenait habilement dans son livre, The Making of the Reparation and Economic Sections of the Treaty (L’élaboration des réparations et des articles économiques du traité), publié en 1920, ils pensaient que c'est le meilleur accord obtenu dans ces circonstances ». Campbell nota que c'est une minorité qui attaquait le traité, mais ces attaques étaient « centrées sur ses dispositions économiques ».
James T. Shotwell, écrivit dans son livre de 1939 What Germany Forgot (Ce que l’Allemagne oubliait), selon « les seules servitudes intolérables dans le traité étaient dans les sections sur les réparations et l'établissement des Polonais et souleva la question de savoir quelle partie des griefs de l'Allemagne contre la paix résidait dans la substance de ses exactions et quelle partie dans la manière de leur imposition ».
Sir Andrew McFayden, qui représentait également le Trésor britannique à la conférence de paix et avait travaillé sur la Commission des Réparations, publia son ouvrage Don't Do it Again (Ne pas le faites pas à nouveau) en 1941. Campbell remarquait que la position de McFayden « se situ[ait] quelque part entre les vues de Keynes et de Shotwell ». L'attaque de MacFayden sur les réparations « était aussi dure que celle de Keynes », mais il concédait que la « faute ne réside pas principalement dans les dispositions du traité, mais dans son exécution» et il pensait également que « l’établissement des Polonais était le seul réajustement… qui n’était décidément pas sage ». Albrecht-Carrié souligna qu’avant la reddition allemande Woodrow Wilson avait envoyé une note au gouvernement allemand le 5 novembre 1918, dont les termes avaient été acceptés par le gouvernement allemand. La note déclarait que les Alliés « comprenait qu’une compensation sera faite par l'Allemagne pour tous les dommages causés à la population civile des pays alliés et à leurs biens, par l’agression allemande par terre, mer, et air ». En vertu de quoi, Albrecht-Carrié reconnaissait que « la section des réparations du traité de Versailles se trouva en effet être un échec lamentable ». Campbell, elle-même, commenta : « bien qu'il y ait dans la paix beaucoup de choses « mesquines, injustes, et humiliantes », à côté des clauses des réparations, et de certaines concessions territoriales, il y en avait peu qui eurent beaucoup d'incidence sur l'avenir économique de l'Allemagne ». Pour résumer le point de vue des économistes dans les années 1920, elle constate que les changements territoriaux imposés à l'Allemagne étaient « pas nécessaires… économiquement malsains », mais l’enlèvement de la Sarre et le territoire de la Pologne « privant ainsi l'Allemagne de ses ressources au-delà de la quantité nécessaire pour répondre aux exigences économiques légitimes des vainqueurs… était indéfendable ». En outre, le traité ne permit pas d’ « inclure… des dispositions permettant la restauration de l'Allemagne à son ancienne position comme acteur majeur de l’économique et la stabilisation financière de l’Europe centrale » et qu’il avait, économiquement, une vue à court terme et que le traité était un échec d'un « point de vue économique ».
La plus sévère critique du travail Keynes est venue de l'économiste français Étienne Mantoux. Dans son livre publié à titre posthume The Carthaginian Peace, or the Economic Consequences of Mr. Keynes (La paix carthaginoise, ou les conséquences économiques de M. Keynes), Mantoux affirmait que Keynes « avait eu tort sur plusieurs points, notamment par rapport à ses prévisions concernant la production allemande de charbon, de fer et d'acier… et son niveau national d'épargne ». Prenant le réarmement sous Hitler comme exemple, Mantoux suggéra que l’Allemagne « avait été dans une meilleure position pour payer des réparations que Keynes ne l’avait établi ». Mantoux fit valoir que l'Allemagne aurait pu payer toutes les réparations si elle l’avait voulu, et que le problème n'était pas les Allemands étaient incapables de payer, mais plutôt qu'ils n'étaient pas disposés à payer. Opposé à Keynes, Mantoux affirmait que l'Allemagne pouvait payer pour tous les dommages causés par la guerre, et chercha à prouver que beaucoup des prévisions de Keynes ne furent pas vérifiées par des événements ultérieurs. Par exemple, Keynes estimait la production européenne de fer diminuerait, mais dès 1929, la production de fer en Europe avait augmenté de 10 % par rapport à celle de 1913. Keynes prédisait que la production allemande de fer et d'acier diminuerait, mais, dès 1927, la production d'acier augmenta de 30 % et celle de fer augmenta de 38 % par rapport à celle de 1913 (dans ses frontières d'avant-guerre). Keynes faisait également valoir que l'efficacité de l'extraction du charbon allemand diminuerait mais l'efficacité du travail en 1929 avait augmenté de 30 % par rapport à 1913. Keynes soutenait que l'Allemagne serait incapable d'exporter du charbon immédiatement après le traité, mais les exportations nettes allemandes de charbon étaient 15 millions de tonnes par an et en 1926, la quantité exportée atteignit 35 millions de tonnes. Il mit également en avant l'affirmation selon laquelle les réserves de l’Allemagne dans les années qui suivirent le traité s’élèveraient à moins de 2 milliards de marks, mais en 1925, l'épargne nationale allemande était estimé à 6,4 milliards de marks et en 1927, à 7,6 milliards de marks. Keynes pensait également que l'Allemagne serait incapable de payer plus de 2 milliards de marks de réparation pour les 30 prochaines années, mais Mantoux soutient que les dépenses annuelles allemandes consacrées au réarmement était sept fois plus élevées que ce chiffre entre 1933 et 1939.
En 1954, John Foster Dulles, alors secrétaire d'État américain, l'un des auteurs de l'article 231, déclara que « Les efforts visant à mettre en faillite et à humilier une nation ne peuvent qu’inciter un peuple à la vigueur et au courage pour briser les liens qui lui sont imposés… l'interdiction incitent donc ces mêmes actes qui sont interdits ».

#### Modernes
Il y avait un vaste débat sur la justice et l'impact probable des exigences de réparations avant et après la publication et la signature du traité de Versailles et les autres traités en 1919. Les problèmes économiques que les paiements amenèrent, et le ressentiment allemand du fait de leurs impositions furent généralement considérés comme l'un des facteurs les plus importants qui conduisirent à la fin de la république de Weimar et au début de la dictature d'Adolf Hitler. Les historiens, tels que l'historien canadienne Margaret MacMillan, dans son livre de 2001, Peacemakers: The Paris Peace Conference of 1919 and Its Attempt to End War (Les artisans de la paix : la conférence de paix de Paris de 1919 et sa tentative de mettre fin à la guerre), sont en désaccord avec cette analyse faite par Keynes.
Feinstein mit en évidence en 1995 des failles dans l'argumentation de Mantoux, les Alliés exigèrent des réparations alors que l'économie allemande croissait, ou la réticence des Allemands à payer plus d'impôts alors qu’ils considéraient déjà les réparations comme oppressives et injustes. Feinstein conclut : « Les paiements étaient une cause primordiale de l'instabilité et un obstacle à la coopération économique internationale ».
Taylor fit valoir qu’en 1919, beaucoup de gens croyaient que le paiement des réparations permettrait de ramener l'Allemagne à un état de « pauvreté asiatique ». JM Keynes partageait ce point de vue, de même que tous les Allemands, et probablement beaucoup de Français également.
Toutefois, selon l'historien américain William R. Keylor, « Une hausse de la fiscalité et la réduction de la consommation dans la république de Weimar aurait apporté les excédents d'exportation requis pour générer les devises nécessaires au service de la dette des réparations ». Cependant, ces excédents d'exportation et le déficit d'exportation résultant pour les bénéficiaires des réparations auraient créé une situation politique et économique difficile. En effet, ce fut l'une des causes de la grève générale de 1926 en Grande-Bretagne.
Marks fit valoir que les Allemands pouvaient facilement payer les 50 milliards de marks de réparation, mais choisirent plutôt, de façon répétée, de faire défaut sur le paiement des réparations dans le cadre d'une stratégie politique de saper le traité de Versailles. Marks souligna également que l'article 231, la prétendue « clause de culpabilité de guerre » ne dit rien de tel, et tout ce que la clause établit est « la responsabilité de l'Allemagne et de ses alliés pour avoir causé toutes les pertes et les dommages auxquels les gouvernements alliés et associés et leurs ressortissants ont été victimes à la suite de la guerre imposée par l'agression de l'Allemagne et de ses alliés ». L'affirmation selon laquelle l'article 231 implique la « culpabilité de guerre » fut le travail de plusieurs politiciens et apologistes allemands qui interprétèrent mal l'article 231, pour gagner la sympathie internationale. De plus, Marks souligna que l'article suivant, l'article 232, limitait la responsabilité allemande en ne demandant de payer que pour les dommages civils, et que, quand une conférence fut convoquée à Londres en 1921 afin de déterminer combien l'Allemagne devrait payer, les Alliés calculèrent le montant sur la base de ce que l'Allemagne pourrait payer, et non pas sur leurs besoins. De cette façon, les Allemands échappaient en grande partie à leurs obligations de payer les réparations pour la Première Guerre mondiale, et au lieu de cela reportèrent les coûts sur les investisseurs américains.

### Impact sur l'économie allemande
L’historien Martin Kitchen (en) fit valoir que l'impression que le pays avait été paralysé par les réparations était un mythe. Il affirma, en outre, qu’au lieu d'une Allemagne faible, l'inverse était vrai, que l'Allemagne était suffisamment forte pour obtenir des concessions substantielles et une réduction du montant des réparations.
L'occupation française de la Ruhr « fut rentable et ne provoqua ni l'hyperinflation allemande, qui débuta en 1922 et explosa en raison des réactions allemandes à l'occupation de la Ruhr, ni l’effondrement du franc en 1924, qui découla de pratiques financières françaises et de l'évaporation des réparations ».
En 1987, l'historien allemand Detlev Peukert (de) écrivit sur les réparations :

« Les opinions varient du verdict traditionnel que le budget national et que l'économie avait été intolérablement mis sous pression jusqu’au point de vue opposé que la charge était à peine plus grande que l'aide actuelle aux pays en développement. Pour une fois, la vérité semble vraiment se situer quelque part entre ces deux positions. Il est certainement vrai que la flexibilité de l'économie allemande, déjà limitée par le faible niveau de l'activité économique d'après-guerre, fut de plus limitée par la nécessité de payer des réparations. D'autre part, les paiements effectifs qui devaient être faits étaient parfaitement gérables. Les réparations ne constituaient pas, par conséquent, une charge intolérable, d'autant plus que n'importe quel politicien lucide pouvait compter qu’après quelques années de paiement ininterrompues et la tension internationale se réduisant, il y avait des chances raisonnables que le montant global de la dette soit réduit. »

Au début des années 1920, il y avait deux volets de la politique étrangère allemande qui n’étaient pas mutuellement exclusifs, à savoir l’Erfüllungspolitik (la politique d’accomplissement) où l'Allemagne tenterait de respecter les termes de Versailles dans l'espoir que ce faire conduirait à la révision des traités et la Katastrophenpolitik (politique de catastrophe) où l'Allemagne chercherait à provoquer une situation catastrophique pour forcer les Alliés à réviser le traité de Versailles.
Marks nota que tant que les Français occupaient la région de Düsseldorf en 1921 pour les inciter à payer, les Allemands payaient tous leurs réparations en totalité et à temps, mais, avec des conséquences immédiates désastreuses sur l'économie allemande, et ce n'est qu'après que les Français eurent évacué Düsseldorf en 1922, que les Allemands commencèrent à faire défaut régulièrement. Peukert soutenait que les raisons des problèmes économiques allemands au début des années 1920 n'étaient pas les réparations, mais plutôt l'héritage de la Première Guerre mondiale. En 1914, le gouvernement allemand avait décidé de ne pas augmenter les impôts et de ne pas créer de nouveaux impôts pour payer pour la guerre, mais à la place leva des prêts qui seraient remboursés une fois la « victoire finale » atteinte, et « … se tenant près des limites de la probité financière, il [le gouvernement] avait augmenté le volume de monnaie en circulation, abandonnant progressivement le lien entre le papier-monnaie et les réserves d'or qui avaient été conservées avant la guerre ». La défaite en 1918 signifiait la fin de l'espoir que l'Allemagne pourrait imposer des réparations aux Alliés pour rembourser le montant maintenant colossales des dettes de guerre, et à la place, le seul remède qui restait était la réforme de la monnaie. Peukert écrivit que « les gouvernements républicains, cependant, n’étaient guère susceptibles d'imposer un remède douloureux de ce genre. Cela aurait constitué une expropriation des souscripteurs de prêts de guerre et des personnes à revenu fixe, et l'odieux aurait été engagé par le nouvel état » au lieu de mettre en œuvre une réforme politiquement impopulaire et potentiellement désastreuse pour la monnaie, les gouvernements successifs du début des années 1920 choisirent de semer la confusion sur les problèmes économiques en blâmant les réparations pour tout ce qui allait mal avec l'économie.
Le économistes font valoir le point de vue que l'Allemagne avait payé une petite partie des réparations et que l'hyperinflation du début des années 1920 avait été le résultat de l'instabilité politique et économique de la république de Weimar, mais, déclenchée par les réparations. En fait, l’occupation de la Ruhr par les Français (qui commença quand l'Allemagne ne réussit pas à fournir une livraison attendue de poteaux télégraphiques) fit plus de dégâts à l'économie que les paiements des réparations. Une autre erreur est que ces réparations furent la cause unique de la situation économique qui a vu la montée d'Hitler au pouvoir. L'Allemagne était en fait remarquablement bien après l’épisode d’hyperinflation de 1923, et était une fois de plus l'une des plus grandes économies du monde.
L'économie continua de fonctionner raisonnablement bien jusqu'à ce que les investissements étrangers finançant l'économie, et les prêts pour financement le paiement des réparations, prirent subitement fin avec le krach boursier de 1929. Cet effondrement fut amplifié par le volume des prêts accordés aux entreprises allemandes par les prêteurs américains. Même les paiements réduits du plan Dawes avaient été principalement financés par un grand nombre de prêts internationaux. À partir de 1924, les officiels allemands furent « pratiquement noyés sous les offres de prêts par des étrangers ». Lorsque ces dettes vinrent soudainement à échéance c'était comme si des années de paiement des réparations avaient été compressés en quelques semaines.
L'historien économique britannique Niall Ferguson affirme que l'Allemagne aurait pu payer les réparations s'il y avait eu la volonté politique. Ferguson commença sa plaidoirie en notant que tous les pays belligérants dans la Première Guerre mondiale avaient subi des pertes importantes économiques, et pas seulement l’Allemagne, et qu’en 1920-21, le produit national net allemand avait augmenté de 17 %. Il fit également valoir que le déficit commercial allemand de 1920 avait été causé par la spéculation favorisé à son tour par la conjonction d’une croissance économique rapide en Allemagne et un faible taux de change pour le mark, et non par la perspective des réparations. Ferguson soutint que la hausse de la valeur du mark après mars 1920 avait été causée par les spéculateurs qui achetaient des marks, et cette réévaluation du mark conduisit à l'inflation qui devint un sérieux problème en Allemagne à partir de 1921. Ferguson soutint également que le ratio du total des dettes allemandes en 1921 par rapport à son produit national brut était inférieur au ratio du total des dettes britanniques au PNB britannique durant la même période. De même, Ferguson fit valoir que l’annuité totale de 3 milliards de marks imposée par la conférence de Londres en 1921, qui représentaient à 4 à 7 % du revenu national allemand, ce qui était beaucoup moins que les inquiétudes exprimées par Keynes qui pensait que les réparations représentaient 25 à 50 % du revenu national allemand. De même, Ferguson fit valoir que la France avait versé 4,933 millions de francs de réparations à l'Allemagne entre 1871 et 1873 totalisant 25 % du revenu national net français sans provoquer de faillite nationale, et fit valoir que les revendications allemandes dans les années 1920 selon lesquels le paiement des réparations menaçait l’Allemagne de faillite étaient juste une excuse pour essayer d’éviter de payer les réparations. Ferguson fit valoir que le plan, appelé par le Comité Young en 1929 pour l'Allemagne, pour le paiement des réparations jusqu'en 1988 était beaucoup moins contraignant que les 163 milliards de marks que versa l'Allemagne à la Communauté économique européenne entre 1958 et 1998 sans subir un effondrement drastique du niveau de vie. Le plan Young n'était donc pas le plan économique non viable très souvent dépeint. L'historien américain Stephen Schuker fit valoir que les Allemands reçurent autant de prêts américains, qu’ils ne remboursent jamais, que l'Allemagne ne paya de réparations. En effet, Schuker nota qu'entre 1921 et 1931, l'Allemagne avait payé 19,1 milliards marks de réparations, et dans le même temps, contractèrent 27 milliards de marks de prêts envers les États-Unis, sur lesquels l'Allemagne fit défaut en 1932. Ferguson fit valoir que le principal problème des réparations n'était pas le montant, mais plutôt que les Alliés avaient confié aux Allemands la responsabilité de payer les réparations volontairement sans occuper d'importantes quantités de territoire allemand pour les inciter à payer. Puisque les politiciens allemands étaient réticents à augmenter les impôts nécessaires pour payer pour les réparations, les gouvernements allemands successifs choisirent de faire défaut sur des réparations misant sur l'espoir que les Alliés ne seraient pas fermes sur le recouvrement des réparations. Même sans les réparations, les dépenses publiques totales en Allemagne entre 1920 et 1923 représentaient 33 % du produit national net allemand, et, Ferguson fit valoir que, même si aucune réparation n'avait été imposée, l'Allemagne aurait eu encore des problèmes importants causés par la nécessité de payer, à la fois, les dettes dues à la Première Guerre mondiale et avec les exigences croissantes de services sociaux demandées par les électeurs. En raison de l'inflation, les dettes allemandes en 1922 furent réduites à leur niveau de 1914. Ferguson fit valoir que l'inflation allemande, dans les années 1920, ne fut pas causée par les réparations, mais était une décision politique consciente de la part du gouvernement allemand d’employer cette stratégie économique particulière pour faire face aux dettes et aux réparations de la Première Guerre mondiale.